# Caligula privata
Caligula privata är en fjärilsart som beskrevs av Krulikovski 1906. Caligula privata ingår i släktet Caligula och familjen påfågelsspinnare. Inga underarter finns listade i Catalogue of Life.